# 大和ハウス工業
大和ハウス工業株式会社（だいわハウスこうぎょう、英: DAIWA HOUSE INDUSTRY CO., LTD.）は、大阪府大阪市北区梅田及び東京都千代田区飯田橋に本社を置く住宅総合メーカー。日経平均株価およびTOPIX Large70、JPX日経インデックス400の構成銘柄の一つ。

## 概要
創業者の石橋信夫が戦時中に捕虜としてソヴィエト連邦に連行され、シベリアの強制収容所にて、極寒の地で過酷な労働の日々を送った経験から、帰国後に生活する上での「衣・食・住」三要素の「住」の重要性を認識し、どんな時でも「すぐに建てられる丈夫な住宅」を普及させるべく、事業を開始する。
1959年（昭和34年）にプレハブ住宅（工業化住宅）を日本で最初に世に送り出し、住宅建設の常識を覆した。付加断熱（充填断熱と外張り断熱の併用断熱工法）などを標準採用した「xevo」ブランドを2006年（平成18年）に発表。フレームの強度を強化などした「xevo」ブランドを新たに2007年（平成19年）に発表した。
住宅（鉄骨・木質）を中心に、マンション・アパート・リゾートホテル・ビジネスホテル・ゴルフ場などを事業展開しており、一時期は「総合生活産業」を前面に押し出していた。2001年4月に子会社の大和団地を吸収合併した。二酸化炭素排出削減のための省エネルギー技術、敷地緑化や風力発電事業、排水の浄化など、環境管理に取り組んでいる。その一環として1997年から環境マネジメントの国際規格であるISO14001の認証取得に取り組んでおり、現在は全ての工場（全国13箇所）と生産関係部門が認証を取得した。
経費削減による広告費の削減のため、1998年（平成10年）4月から翌年6月まで提供クレジットを出さずにテレビ番組内でCMを流していた時期があった。現在では方針転換し「なんでダイワハウスなんだ?」というキャッチフレーズでシュールなCMを展開している。2001年（平成13年）度よりエースコック（サッポロ一番グループ）に代わって、毎年正月明けに全国ネットでテレビ放送される読売テレビ主催のプロ野球オールスタースポーツフェスティバル→2014年からはプロ野球No.1決定戦!の冠スポンサーを2020年（令和2年度）まで務めた。企業メセナとして2006年（平成18年）4月、大阪交響楽団を支援している。また、囲碁の関西棋院を支援し、2021年からは囲碁・十段戦の特別協賛を行い、「大和ハウス杯十段戦」となった。
社名の由来は、石橋信夫の出身地で同社の創業地である奈良県の旧令制国名の「大和国」(やまとこく) に因み、石橋の提案により「大いなる和をもって経営に当たりたい」ということから「やまと」ではなく「だいわ」の読みにした。
企業理念は「事業を通じて人を育てる」。同社グループのスローガンは2001年に大和団地吸収合併後、「Dramatic Life For You」、また2005年のCI導入にあわせて、「共に創る。共に生きる。 We Build Hearts.」が制定された。
2007年（平成19年）7月に大和ハウスグループ単独でREIT（「（旧）大和ハウスリート投資法人」）を設立、2008年（平成20年）5月に東京証券取引所へ上場する予定であったが、同年6月市況の悪化に伴い上場中止を発表した。その後2012年11月28日、東京証券取引所に上場した。2021年（令和3年）11月には、日本企業を単独スポンサーとする初のS-REITであるダイワハウス・ロジスティクス・トラスト（Daiwa House Logistics Trust）をシンガポール証券取引所に上場させた。
社団法人プレハブ建築協会に加盟している。
大手の物流不動産プロバイダーのプロロジス、日本GLP、大和ハウス（物流不動産の御三家）が物流業界を牽引している。
同業者である大和地所（横浜市）とは資本関係は一切ない。

### M&A
2021年、CastleRock Communities, L.P.を子会社化した。

## 沿革
- 1947年 - 奈良県奈良市で設立。
- 1955年 - (旧)大和ハウス工業株式会社を設立。
- 1959年 - 大和工商株式会社、大和梱包株式会社を設立。
- 1959年 - 東京、大阪市場店頭承認銘柄として株式公開。
- 1959年 - 初のプレハブ住宅「ミゼットハウス」を発売開始。
- 1961年 - 大阪証券取引所第一部に上場。翌月には東京証券取引所第一部にも上場。
- 1962年 - 当社の商号を4月に三栄機工株式会社から（現）大和ハウス工業株式会社に変更の上、12月に当社は（旧）大和ハウス工業株式会社を合併[注釈 2]し東証・大証に上場。
- 1971年 - ダイワ住宅機器株式会社を設立
- 1978年 - 能登ロイヤルホテルをオープンし、ホテル経営を開始
- 1980年 - ホームセンター事業参入。
- 1983年 - 日本初の中国向け本格的住宅を輸出、建築。
- 1995年 - ロイネットホテル1号店を開設。
- 1999年 - 東京・大阪で新社屋竣工。
- 2001年 - 大和団地株式会社を吸収合併。
- 2004年 - ホームセンター事業を会社分割（ロイヤルホームセンター）。
- 2005年4月1日 - CIを刷新、ブランド名を"ダイワハウス"より"DaiwaHouse"に変更。また、現在の新CIロゴエンドレスハートも制定[注釈 3]。日本体育施設運営（NAS）を子会社化。
- 2006年 - グループの上場3社（ダイワラクダ工業（現：デザインアーク）、大和工商リース（現：大和リース）、大和物流）を完全子会社化。
- 2008年 - エネサーブを完全子会社化。10月、北関東最大級のショッピングセンター、iiasつくば開業。イーアス札幌開業。
- 2009年 - 大和房屋（中国）投資有限公司を設立。
- 2010年 - Daiwa House USA Inc.、Daiwa House Australia Pty Ltd.、Daiwa House Guam Co. Ltd. を設立。
- 2011年
  - 台湾支店を設立。
  - ベトナム「ロンドウック工業団地」開発に参画。
- 2012年
  - 東電ライフサポート（現：大和ハウスライフサポート）株式会社を子会社化。
  - インドネシア「ダイワ・マヌンガル工業団地」開発に参画。
- 2013年 - 株式会社フジタ、株式会社コスモスイニシアを子会社化。
- 2015年 - 東京証券取引所第一部上場の大和小田急建設株式会社を完全子会社化（2015年10月1日付でフジタに吸収合併）。
- 2019年 - 全国で2,000棟超の戸建て住宅と賃貸住宅で建築基準不適合問題発生。その後さらに約4,000棟にまで増加[8]。
- 2020年 - 「D’s （ディーズ）10年サポート」の提供を開始。

### 歴代社長
| 代数   | 氏名       | 在任期間       | 出身校                         | 備考 |
| ------ | ---------- | -------------- | ------------------------------ | ---- |
| 初代   | 石橋義一郎 | 1955年～1963年 |                                |      |
| 2代目  | 石橋信夫   | 1963年～1980年 | 陸軍予備士官学校               |      |
| 3代目  | 石橋殾一   | 1980年～1992年 | 旧制高知高等学校(現：高知大学) |      |
| 4代目  | 上村圭一   | 1992年～1996年 | 大阪府立今宮高等学校           |      |
| 5代目  | 石橋伸康   | 1996年～1999年 | 慶應義塾大学工学部             |      |
| 6代目  | 東郷武     | 1999年～2001年 | 京都大学工学部                 |      |
| 7代目  | 樋口武男   | 2001年～2004年 | 関西学院大学法学部             |      |
| 8代目  | 村上健治   | 2004年～2011年 | 立命館大学産業社会学部         |      |
| 9代目  | 大野直竹   | 2011年～2017年 | 慶應義塾大学法学部             |      |
| 10代目 | 芳井敬一   | 2017年～2025年 | 中央大学文学部                 |      |
| 11代目 | 大友浩嗣   | 2025年～       | 法政大学法学部                 |      |

## 事業

### 事業セグメント
- 戸建住宅：請負・分譲
- 賃貸住宅：請負・分譲・管理
- マンション：分譲・管理
- 住宅ストック：仲介・買取再販・リフォーム
- 商業施設：請負・賃貸・管理
- 事業施設：物流施設などの請負・賃貸
- その他
  - 建設支援：ロイヤルホームセンター、大和物流など
  - 健康余暇：リゾートホテル、スポーツクラブ
  - 環境エネルギー：大和エネルギー

### 主な分譲マンションシリーズ
- 「ロイヤル」シリーズ
- 「ヴェルビュ」シリーズ
- 「D'（ディー）」シリーズ
- 「プレミスト」シリーズ

### 主な開発住宅地
- EDDI+S TOWN（エディズタウン）- 東京都狛江市、東京電力と。鈴木エドワードが設計担当
- フローラルアベニュー清荒神
- ジーヴォスクエア藤井寺春日丘新町（長期優良住宅先導事業）- 藤井寺市春日丘
- 南大和ネオポリス - 五條市市内北西部、旧大和団地が開発したニュータウン
- 緑が丘町 (三木市)緑が丘ネオポリス - 兵庫県三木市
- 北摂三田ニュータウン - 兵庫県三田市、大和ハウス工業による土地区画整理事業で
- 北大阪ネオポリス希望ヶ丘 - 大阪府豊能郡豊能町、旧大和団地が開発したニュータウン
- 阪急北ネオポリス - 兵庫県川西市、旧大和団地株式会社と大和ハウス工業によって造成された
- 岡山ネオポリス - 岡山県旧赤磐郡山陽町、熊山町（現：赤磐市）
- せんだい 宮の杜 - 複合団地造営の方向で開発
- 小倉D.C.タワーマンション部分の売主
- ネオシティ阿左美（建築条件付宅地分譲）
- フローラルアベニュー柿田川 - サントムーン柿田川の一部を取得し、戸建て分譲地に開発
- フローラルアベニュー新鎌ヶ谷初富（分譲住宅） - 千葉県鎌ケ谷市
- 大町ニュータウン武丈平 - 愛媛県西条市大町字善恵川
- JAピュアタウン東貝沢東（建築条件付宅地分譲） - 群馬県高崎市
- フローラルアベニューうらわ中尾 - 埼玉県さいたま市緑区
- フローラルアベニュー所沢・狭山ヶ丘 - 埼玉県所沢市
- ガーデンパルヨークタウン西（建築条件付宅地分譲） - 茨城県結城市
- フローラルアベニュー東長岡（分譲住宅） - 群馬県太田市東長岡町
- フローラルアベニュー小平栄町（分譲住宅） - 東京都小平市
- フローラルアベニュー花垣町（分譲住宅） - 栃木県小山市
- JAピュアタウン新保（分譲住宅） - 群馬県高崎市
- フローラルアベニュー大井松田（分譲住宅） - 神奈川県足柄上郡大井町
- かずさの杜アクセブちはら台（分譲住宅） - 千葉県市原市
- 中栗須（建築条件付宅地分譲） - 群馬県藤岡市
- 京王南平ステーションアンドフォレスト（分譲住宅） - 東京都日野市
- 昭和町分譲地（建築条件付宅地分譲） 群馬県前橋市前橋昭和町3丁目
- フローラルアベニューはしかべIII時をつむぐ街（長期優良住宅先導事業） - 茨城県ひたちなか市
- フローラルアベニュー柏たなか（分譲住宅） - 千葉県柏市
- ブリーズスクエア成瀬（分譲住宅） - 東京都町田市
- フローラルアベニュー市川菅野（分譲住宅） - 千葉県市川市
- シフォンの丘 八王子みなみ野シティ - 東京都八王子市
- フローラルアベニュー岩曽町（建築条件付宅地分譲） - 栃木県宇都宮市
- ジーヴォスクエア新千葉（分譲住宅） - 千葉県千葉市中央区
- フローラルアベニュー駅南町（分譲住宅） - 栃木県小山市
- フローラルアベニュー飯塚町II（建築条件付宅地分譲） - 群馬県高崎市
- フローラルアベニュー湘南柄沢（建築条件付宅地分譲） - 神奈川県藤沢市
- リーフィルコート横須賀中央（分譲住宅） - 神奈川県横須賀市
- サンヴェルジュひたち野（分譲住宅） - 茨城県牛久市
- フローラルアベニューおゆみ野5丁目（分譲住宅） - 千葉県千葉市緑区
- フローラルアベニュー西矢島（建築条件付宅地分譲） - 群馬県太田市
- みずほの緑の郷（分譲住宅） - 栃木県宇都宮市
- フローラルアベニュー世田谷深沢（建築条件付宅地分譲） - 東京都世田谷区
- フローラルアベニュー大和II（建築条件付宅地分譲） - 神奈川県大和市
- フローラルアベニュー東海駅東（建築条件付宅地分譲） - 茨城県那珂郡東海村
- 宇都宮市駒生町分譲地（建築条件付宅地分譲） - 栃木県宇都宮市駒生町
- フローラルアベニュー新鎌ヶ谷（分譲住宅） - 千葉県鎌ケ谷市
- フローラルアベニュー東浦和（分譲住宅） - 埼玉県さいたま市緑区
- グランレーブ千年台第五期（分譲住宅） - 群馬県高崎市
- フローラルアベニュー中今泉II（分譲住宅） - 栃木県宇都宮市
- フローラルアベニュー府中（東京木造：分譲住宅） - 東京都府中市
- フローラルアベニュー東今泉（建築条件付宅地分譲） - 栃木県宇都宮市
- サウスヒルズみなみ野シティIII（分譲住宅） - 東京都八王子市
- サンライフかごはら別府（建築条件付宅地分譲） - 埼玉県熊谷市 日立金属グループとダイワハウスの企画開発による、建築条件付宅地分譲条件付宅地
- フローラルアベニュー玉川学園前（定期借地権付分譲住宅） - 東京都町田市
- フローラルアベニュー小倉（分譲住宅） - 千葉県千葉市若葉区
- フローラルアベニュー志木・柏町（分譲住宅） - 埼玉県志木市
- 八千代もえぎ野（建築条件付宅地分譲） - 千葉県八千代市
- フローラルアベニュー浦安東野（建築条件付宅地分譲） - 千葉県浦安市
- フローラルアベニュー石岡旭台（建築条件付宅地分譲） - 茨城県石岡市
- フローラルアベニュー佐野新都市（分譲住宅） - 栃木県佐野市
- レイクタウン美環の杜越谷レイクタウン分譲住宅 - 埼玉県越谷市
- フローラルアベニュー府中 - 東京都府中市 多摩支店分譲住宅
- フローラルアベニュー所沢・若狭II（建築条件付宅地分譲） - 埼玉県所沢市
- フローラルアベニュー船橋習志野台（分譲住宅） - 千葉県船橋市
- フローラルアベニュー備前町（建築条件付宅地分譲） - 茨城県水戸市
- クラスヒルはるひ野（分譲住宅） - 神奈川県川崎市麻生区
- つくば研究学園新都の街（分譲住宅） - 茨城県つくば市
- プレシャススクエア東百合ヶ丘（分譲住宅） - 神奈川県川崎市麻生区
- ガーデンパル西水代（建築条件付宅地分譲） - 栃木県栃木市
- アズールヴィル常永（分譲住宅） - 山梨県中巨摩郡昭和町
- フローラルアベニュー東城南2丁目（建築条件付宅地分譲） - 栃木県小山市
- フローラルアベニュー平松本町VI（分譲住宅） - 栃木県宇都宮市
- フローラルアベニュー西城南4丁目（建築条件付宅地分譲） - 栃木県小山市
- フローラルアベニュー並榎町（分譲住宅） - 群馬県高崎市
- グランレーブ千年台「幸せの玉手箱ハウス」（分譲住宅） - 群馬県高崎市
- フローラルアベニューさいたま日進（分譲住宅） - 埼玉県さいたま市北区
- フローラルアベニュー川越・的場新町（建築条件付宅地分譲） - 埼玉県川越市
- フローラルアベニュー津田沼南・奏の杜（建築条件付定期借地権分譲） - 千葉県習志野市
- リッツタウンIII緑ヶ丘（建築条件付宅地分譲）JAとダイワハウスのコラボレーションタウン - 千葉県八千代市
- フローラルアベニュー大田久が原（建築条件付宅地分譲） - 東京都大田区
- Dステージ八王子綾南（分譲住宅） - 東京都八王子市
- （仮称）多摩平の森プロジェクト（建築条件付宅地分譲） - 東京都日野市
- フローラルアベニュー川越・小仙波（分譲住宅） - 埼玉県川越市
- フローラルアベニュー川越・神明町（分譲住宅） - 埼玉県川越市
- かずさの杜アクセブちはら台（分譲住宅） - 千葉県市原市
- ジーヴォスクエア蘇我（分譲住宅） - 千葉県千葉市中央区

### 主な不動産開発
- 大和ハウス大阪ビル（大阪市北区）
- グローバルゲート[9]（名古屋市中村区）
- 淀屋橋駅西地区第一種市街地再開発事業（大阪市中央区） - 参加組合員。住友商事、関電不動産開発と共同。

現在も大小あわせて、数百件の開発を行っている。

## 事業所
- 本社・本店：大阪市北区梅田3-3-5

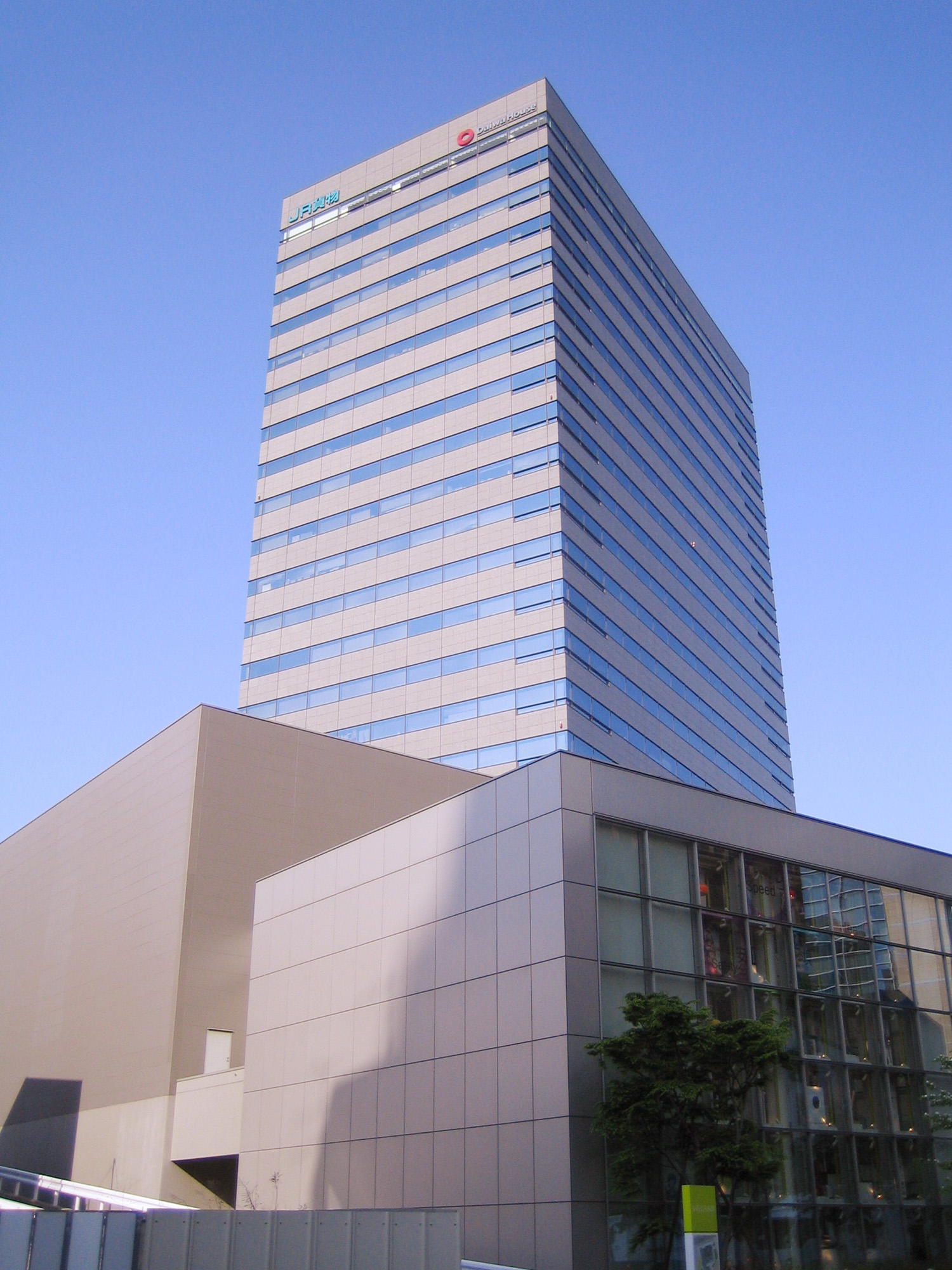
東京本社

- 東京本社：東京都千代田区飯田橋3-13-1
- 北海道支社：札幌市東区
- 北東北支社：岩手県盛岡市
- 仙台支社：仙台市泉区
- 福島支社：福島県郡山市
- 茨城支社：茨城県水戸市
- 宇都宮支社：栃木県宇都宮市
- 群馬支社：群馬県高崎市
- 埼玉支社：さいたま市中央区
- 埼玉西支社：埼玉県川越市
- 埼玉東支社：埼玉県越谷市
- 千葉支社：千葉市緑区
- 柏支社：千葉県柏市
- 千葉中央支社：千葉県船橋市
- 東京西支社：東京都立川市
- 横浜支社：横浜市西区
- 川崎支社：神奈川県川崎市幸区
- 神奈川西支社：神奈川県厚木市
- 新潟支社：新潟市中央区
- 金沢支社：石川県金沢市
- 岐阜支社：岐阜県岐阜市
- 名古屋支社：名古屋市中村区
- 岡崎支社：愛知県岡崎市
- 愛知北支社：愛知県小牧市
- 三重支社：三重県四日市市
- 滋賀支社：滋賀県草津市
- 京都支社：京都市伏見区
- 堺支社：大阪府堺市北区
- 神戸支社：神戸市中央区
- 奈良支社：奈良県奈良市
- 岡山支社：岡山市北区
- 広島支社：広島市西区
- 福岡支社：福岡市博多区
- 北九州支社：福岡県北九州市小倉南区
- 熊本支社：熊本市東区
- 支店：24か所
- 工場：9か所
- 総合技術研究所（奈良県奈良市）

※かつて東京都中央区日本橋には東京支店から昇格した東京本社があったが、千代田区飯田橋移転を機に東京支社へ降格。その後、2013年4月1日付けで再び本社へ昇格。ただ、実質的な本社機能や登記上の本店は引き続き大阪府大阪市に置く。

## 大和ハウスグループ
- エネサーブ株式会社（滋賀県大津市）
- 株式会社大阪マルビル（大阪府大阪市：大阪マルビル内のホテル・テナント運営。2004年11月に子会社化）
- グローバルコミュニティ株式会社（大阪府大阪市：マンション管理）
- 株式会社コスモスイニシア（東京都港区：東証スタンダード上場企業。旧：リクルートコスモス）
  - 株式会社コスモスモア（東京都港区：株式会社コスモスイニシアの子会社）
- 株式会社伸和エージェンシー（大阪府大阪市：ベトナム事業に進出）
- スポーツクラブNAS株式会社（東京都江東区：2005年から資本参加）
- 大和ハウス・アセットマネジメント株式会社（東京都千代田区：大和ハウスリート投資法人の運用）
- 大和エステート株式会社（東京都千代田区）
- 大和エネルギー株式会社（大阪府大阪市）
- 大和ハウスインシュアランス株式会社（大阪府大阪市）
- 大和ハウスパーキング株式会社（東京都大田区：旧社名ダイヨシトラスト）
- 大和ハウスフィナンシャル株式会社（大阪府大阪市）
- 大和ハウスライフサポート株式会社（東京都港区）
- 大和ハウスリアルエステート株式会社（大阪府大阪市：不動産流通事業、賃貸管理事業、ソリューション事業、開発事業を展開。2023年1月に「日本住宅流通株式会社」から社名変更）
- 大和ハウスリフォーム株式会社（大阪府大阪市）
- 大和物流株式会社（大阪府大阪市）
- 大和ライフネクスト株式会社（東京都港区）
- 大和ランテック株式会社（大阪府大阪市）
- 大和ハウスリアルティマネジメント株式会社（東京都千代田区：ショッピングセンター「アクロス」「イーアス」「湘南モールフィル」、ダイワロイネットホテルズなどの運営）
  - ダイワロイネットホテルズ株式会社（東京都千代田区：ダイワロイネットホテルズの運営。2020年9月までは大和リゾートの子会社として「DAIWA ROYAL HOTEL D-CITY」「DAIWA ROYAL HOTEL D-Premium」「DAIWA ROYAL HOTEL GRANDE」ブランドホテルの運営、2021年9月まではダイワロイヤルの子会社。2022年4月1日にダイワロイヤルホテルシティ株式会社から社名変更。）
- 大和リース株式会社（大阪府大阪市：規格建築・リース事業、ショッピングセンター「BiVi」「フレスポ」の運営）
- 大和リビング株式会社（東京都千代田区：賃貸住宅管理・運営）
- ダイワロイヤルゴルフ株式会社（三重県亀山市）
- 株式会社デザインアーク（大阪府大阪市：旧社名ダイワラクダ工業）
- 日本住宅ローン株式会社（東京都文京区：MCJ）
- 株式会社東富士（静岡県御殿場市）
- 株式会社フジタ（東京都渋谷区：旧東証二部上場企業、それ以前は東証一部上場企業）
- 株式会社メディアテック（大阪府大阪市：情報システム関連。インターネットショップ「住む～ズ倶楽部」運営。ベトナム事業にも進出）
- ロイヤルホームセンター株式会社（大阪府大阪市：ホームセンター事業）

### かつてグループだった企業
- ロック開発株式会社（東京都千代田区：イオンとの合弁によるデベロッパー事業。イオングループのショッピングセンター「ロックタウン」「ロックシティ」を運営。2011年8月31日にイオンに保有株式を売却し、翌日「イオンタウン株式会社」へ社名変更）
- 大和小田急建設株式会社（東京都新宿区：2008年10月に社名変更、2015年8月に完全子会社化したが、フジタに吸収合併）
- ダイワロイヤル株式会社（東京都千代田区：ビジネスホテル「ダイワロイネットホテル」を運営、宮脇書店のフランチャイジー。2021年10月1日に大和情報サービスに吸収合併。）
- 大和リゾート株式会社（東京都江東区：リゾート事業「DAIWA ROYAL HOTEL」をチェーン展開、2023年4月に投資ファンドに売却）

## 不祥事・事件

### サービス残業による賃金未払い問題
2011年（平成23年）1月に大阪府の天満労働基準監督署の是正勧告を受け、大和ハウス工業は2011年4月22日に本社と15社あるグループ会社で、2009年と2010年の2年間に32億円の時間外賃金の未払いがあったと発表した。このことに関し、本社を含む32社を調査したところ、従業員約2万5000人の約4割に当たる9387人のサービス残業が未払いであることが発覚した。

### 中国関連会社での巨額横領事件
2019年（令和元年）3月13日、中国の合弁会社である大連大和中盛房地産（遼寧省大連市）で、合弁相手から派遣されている3人（2人は取締役）に不正行為の疑いがあったと発表した。3人のうちの出納担当者が会社の書類を無断で持ち出そうとしたのを、他の従業員が気づき、預金残高と帳簿に差異があることから調査を行ったところ、現時点で差額が14億1500万元（約234億8800万円）に上ることが判明。大連大和中盛房地産の現地経理担当者からの報告で調査を行ったところ、およそ4年前からインターネットバンキングを通じて不正に会社資金が引き出されていたことが明らかになった。これを受けて、同社は12日、不正を行ったと思われる3人を中国捜査当局に業務上横領などの疑いで刑事告訴する手続きに入った。大和ハウスは、大連大和中盛房地産が持ち分法適用関連会社のため、この差額が不正流用でありその全額が回収できなかった場合には約117億円の持ち分法投資損失（経常損失）を計上する見込みだと説明。芳井敬一社長は「ガバナンスという言葉になってしまうが、まずこの体制が非常に甘かった。この結果を招いたのは、そのことに尽きると思います」と述べた。なお、住宅開発と販売を行う大連大和中盛房地産は2005年の設立で、大和ハウスが83.65％、大連中盛集団が16.35％を出資している。資本金は33億元。2018年12月末現在の売上高は1億8001万元に上る。

### 建築基準不適合問題
2019年（令和元年）4月12日、大和ハウス工業は、全国で計2,000棟超（約7,000世帯）の戸建て住宅と賃貸住宅について、柱や基礎で仕様と異なる施工をする不備があったと発表した。首都圏で引き渡した賃貸アパート200棟の2階の廊下を支える柱が標準と異なる仕様で施工され、うち73棟が建築基準法などで定める防火基準に満たない恐れがある。防火性が不十分だったのは、2001年から2008年に引き渡した東京都、神奈川県、千葉県、埼玉県の賃貸アパート。本来は、2階の外側廊下部分を支える鉄骨を耐火性のある素材で覆う必要があるのに、処置していなかった。また東北から九州まで29都府県にある戸建て住宅と賃貸住宅計1878棟で建物の基礎部分に施工不良があったことが判明。柱を支える「独立基礎」と呼ばれる部分で、事前に認定を受けた仕様と異なり、建物の基礎の高さが認定を受けた型式よりも約10センチ高かった。いずれの施工不備も、国の制度改正に対する設計者の認識不足などが理由というが、住宅業界では2013年のミサワホーム以来、賃貸アパート大手レオパレス21でも施工不良が明らかになっており、同様の問題が発覚したことで、住民らの不信感が強まっている。2016年12月に社員からの内部通報があり、発覚。2018年7月から調査委員会を設置して、2000年以降に販売した約22万棟について調査を進めてきた。違反には約170人の設計者が関わっており、国の認定を得る前に誤って新しい設計、工事をしてしまったという。土田和人専務は、大阪市内での記者会見で「お客様にご迷惑とご心配をおかけし、深くおわびする」と謝罪。多数の違反を見過ごしていた理由については、有吉善則常務が「現場からのフィードバックがきちんとまわっていなかった。情報伝達が不十分だった」と説明した。国土交通省は同社に対し、住宅所有者らに丁寧な説明を行うとともに、改修を行うよう指示した。
2019年4月15日の東京株式市場で、大和ハウス工業の株価が大幅に下落し、一時3,106円まで下げて年初来安値を更新した。終値は前週末比124円（3.8％）安の3,142円だった。12日に一戸建て住宅と賃貸共同住宅計約2千棟で建築基準法に違反する恐れがあると発表したことを受け、業績悪化を懸念する売りが広がった。
2019年（令和元年）6月18日には、新たに約1,900棟の違反物件が判明したと発表。違反物件は約4,000棟と、4月の発表時から倍増した。社内のシステムから抽出したデータの母数に漏れがあったという。4月の発表後、違法物件がさらにあるとの連絡が事業所から本社に入り、再調査していた。芳井敬一社長は大阪市内で記者会見を開き「非常に申し訳なく思う。われわれの精査が行き届かなかった」と謝罪した。同社はこの日、問題に関する外部調査委員会の最終報告書も発表した。2007年に関東地方の事業所から、本社に不備について問い合わせがあったが具体的な対策を講じず、法令を守る体制の問題やコミュニケーション不足が指摘された。

### 天然温泉と偽り工業用水使用
2019年（令和元年）8月、同社が運営する温泉施設岩塩温泉りんくうの湯において岩塩天然温泉、ヒマラヤピンクソルト使用などとうたいながら実際には工業用水を使いピンクソルトも使用されていなかったため大阪府から業務改善命令が下された。2020年（令和2年）12月には、景品表示法違反（優良誤認）で消費者庁より2738万円の課徴金納付命令を受けた。

### 国家資格の組織的な不正取得
2019年12月18日、実務経験が規定より不足しているにも関わらず、受験のための「証明書」に押印し、国家資格の施工管理技士を不正に取得していたとして、社員349人の合格を取り消すことを発表。さらに近畿地方整備局により、配管工事関連について建設業法に基づく営業停止処分を科された。期間は2021年12月2日から22日間。

## テレビ番組
- 日経スペシャル ガイアの夜明け 家があなたを壊すとき～シックハウス・化学物質過敏症と闘う～（テレビ東京、2007年2月6日）[34] - 電機メーカーと共同で開発した高機能フィルターなどを取材。
- 日経スペシャル カンブリア宮殿 今こそ "モーレツ"が勝つ!（2009年7月20日、テレビ東京）- 大和ハウス工業 会長 樋口武男出演[35]。

## 提供番組

### 現在
一社提供
- 100年の音楽→わたしのヒュッゲ（テレビ東京、コメントは前提供のみ）※2019年4月以降は関東ローカルに移動し、21:54-に放送時間が変更される。
- ダイワハウス・モーニングエッセイ 川井郁子ハートストリングス（ニッポン放送）
- Together〜だれにも言えないこと〜（BS-TBS、2015年4月から未来へつなぐ。 土曜スタジアム番組内で毎月最終土曜日に放送）

冠スポンサー（30秒×2以上）
- 2022年以降無し。

60秒（30秒×2）
- 新春スポーツスペシャル箱根駅伝（日本テレビ、毎年1月2日・3日）
- クイズ!脳ベルSHOW（BSフジ・金曜）※2021年4月より

30秒
- 1億人の大質問!?笑ってコラえて!（日本テレビ）
- 金曜ロードショー（日本テレビ）※2022年4月より。長年続いたマクドナルドから引き継いだ。
- ニンゲン観察バラエティ モニタリング（TBS）※2023年4月より、21時枠。「炎の体育会TV」・「ジョブチューン」の19時枠から移行。
- プレバト!!（MBS制作・TBS系列）※2024年10月3日放送の3時間スペシャルより提供開始。「日曜日の初耳学」から移行。
- Nスタみやぎ（東北放送）
- 火曜ドラマ（TBS）※2021年10月より。ぴったんこカン・カンより移行。
- 木曜劇場（フジテレビ系列＋テレビ大分・テレビ宮崎）[注釈 4]
- サザエさん（フジテレビ）※2018年4月から。
- 火曜は全力!華大さんと千鳥くん（カンテレ制作・フジテレビ系列）※2023年4月から、「所JAPAN」から移行。
- FNSの日（フジテレビ系列＋テレビ宮崎）
  - 2008年から2019年まで、日曜19:00 - 21:00ごろのグランドフィナーレ枠での提供
- クイズプレゼンバラエティー Qさま!!（テレビ朝日）※21時枠
- 帰れマンデー見っけ隊!!・後半部分の帰れま10（テレビ朝日）※21時枠
- 10万円でできるかな（テレビ朝日）※21時枠・2021年4月ごろより。放送開始からはしばらく提供しなかった。
- 木曜ドラマ（テレビ朝日）[注釈 5]
- スーパーモーニング→モーニングバード!→モーニングショー（第2期）（テレビ朝日）〈2008年10月1日以降〉※ 毎週水曜日・不定期
- おはよう朝日です（朝日放送テレビ・金曜）※2020年9月までは「Sports&Sports」の枠で提供していたが、2020年10月からは「ママリのえがおのたね」の枠に移行した。
- 和風総本家（テレビ大阪制作・テレビ東京系列）[注釈 6]→どうぶつピース!!（テレビ東京系列）※2020年4月2日の『ナゼそこ3時間半SP』より提供番組移動。2022年3月31日で最終回。→有吉の世界同時中継→「有吉木曜バラエティ」（同系列局系）※2022年4月7日の『タクシー運転手さん一番うまい店に連れてって!』新番組初回3時間半SPより提供番組再移動。
- 開運!なんでも鑑定団(テレビ東京） - 2008年10月から不定期
- 出没!アド街ック天国（テレビ東京）
- ナマ虎スタジアム（テレビ大阪）※火曜日と土曜日のみ。

#### 過去
日本テレビ系列
- TVマンモス（日本テレビ）
- 中村敦夫のザ・サンデー（日本テレビ）
- 知ってるつもり?!（日本テレビ）
- 太田光の私が総理大臣になったら…秘書田中。（日本テレビ）
- 人生が変わる1分間の深イイ話（日本テレビ）
- サプライズ（日本テレビ・読売テレビ）※木曜日・金曜日のみ
- 踊る!さんま御殿!!（日本テレビ）
- 不可思議探偵団（日本テレビ）
- ZIP!（日本テレビ・金曜）
- 心に刻む風景（日本テレビ、一社提供）
- マキちゃん日記（読売テレビ制作・日本テレビ系列、一社提供）
- どっちの料理ショー→新どっちの料理ショー（読売テレビ制作・日本テレビ系列）
- ニッポン旅×旅ショー（読売テレビ制作・日本テレビ系列）
- ウェークアップ!（読売テレビ制作・日本テレビ系列）
- ニューススクランブル（読売テレビ・関西ローカル）
- 世界まる見え！テレビ特捜部（日本テレビ）
- プロ野球オールスタースポーツフェスティバル→プロ野球No.1決定戦!バトルスタジアム（読売テレビ・大筆頭スポンサー、1月第1日曜・2001年度から2020年度まで）

TBS系列
- JNNニュースデスク（TBS）
- 筑紫哲也 NEWS23（TBS） - 2006年4月から9月まで隔日で筆頭スポンサー（30秒×2本）を務めていたが、かつて1990年初頭から1998年3月まで隔日で30秒スポンサーを務めていた。
- 学校へ行こう!MAX（TBS）
- 関口宏の東京フレンドパークII（TBS）
- うたばん（TBS）2007年10月から2009年3月まで、同年4月より飛び出せ!科学くんへ提供枠移動
- 月曜ゴールデン（TBS）
- アッコにおまかせ!（TBS）
- 報道特集（TBS）
- ひみつの嵐ちゃん!（TBS）
- ウンナン極限ネタバトル! ザ・イロモネア 笑わせたら100万円（TBS）
- 飛び出せ!科学くん（TBS）終了後、教科書にのせたい!へ提供枠移動。
- 教科書にのせたい!（TBS）終了後、炎の体育会TVへ提供枠移動。
- THE!おいしい番組（毎日放送制作・TBS系列）
- リアルタイム（毎日放送制作・TBS系列）
- 世界ウルルン滞在記→ウルルン2008（毎日放送制作・TBS系列）
- 地球感動配達人 走れ!ポストマン（毎日放送制作・TBS系列）
- となりのマエストロ（毎日放送制作・TBS系列）
- 知っとこ!（毎日放送制作・TBS系列）
  - 放送開始から2006年9月末までスポンサーを務め、2011年4月16日放送より60秒（30秒×2）で復帰し、2013年9月28日放送まで務めた。2013年10月よりホムカミ〜ニッポン大好き外国人 世界の村に里帰り〜へ提供枠移動。
- ホムカミ〜ニッポン大好き外国人 世界の村に里帰り〜（毎日放送制作・TBS系列）
- さまぁ〜ずの世界のすげぇにツイテッタ〜（毎日放送制作・TBS系列）
- EXILE魂（毎日放送・TBS共同制作） - 世界ウルルン滞在記 みんな元気に!復活スペシャル放送後は、知っとこ!へ提供枠移動。
- 日曜日の初耳学(毎日放送制作・TBS系列) - 2024年9月末で降板、同年10月からは上記のプレバト!!へ移動。
- 甦るマヤ・1989〜失われた大神殿の謎〜（毎日放送制作・TBS系列）- 1989年9月24日放送
- トイレの神様をはじめとする2011年から2017年までのMBS制作新春ドラマスペシャル（MBS制作・TBS系列、22時台筆頭）
  - 2018年はこれに替わる形として同年1月4日放送の「プレバト才能ランキング」の20時枠筆頭スポンサー（60秒）を担当。2019年及び2020年は1月2日放送の新春バラエティ番組の筆頭スポンサー（60秒）を担当。
- 木曜ドラマ9・パパドル!（TBS）
- THE世界遺産（TBS、2015年4月から2016年3月まで）
- サンデーモーニング（TBS）2019年3月まで、同年4月よりぴったんこカン・カンへ移動。
- ダンロップフェニックストーナメント（MBS・宮崎放送共同制作・TBS系列 1980年代から2019年度まで）[注釈 7]
- ぴったんこカン・カン（TBS）※2019年4月から2021年9月まで。サンデーモーニングより移動。
- 炎の体育会TV／ジョブチューン※19時枠（TBS）

フジテレビ系列
- ニュースJAPAN（フジテレビ・隔日、新潟総合テレビ除く） - 1997年ごろ
- 脳内エステ IQサプリ（フジテレビ）
- はねるのトびら（フジテレビ）
- 土曜プレミアム（フジテレビ）
- 爆笑レッドカーペット（フジテレビ）
- フジテレビ火曜9時枠の連続ドラマ（フジテレビ）
- 潜在能力テスト（フジテレビ・関東ローカル）※2020年4月から[注釈 8]。
- 平日夕方ニュース枠（フジテレビ・隔日、関東ローカル）
  - FNNスーパーニュース→みんなのニュース→プライムニュース イブニング→Live News it!
- 日曜22時枠（フジテレビ・関西テレビ共同制作枠）
  - EZ!TV→スタ☆メン→新報道プレミアA→サキヨミ→サキヨミLIVE→情報エンタメLIVE ジャーナる!→Mr.サンデー
- 新説!所JAPAN→所JAPAN（カンテレ制作）
- FNNスーパーニュースWEEKEND（関西テレビ・関西ローカル）

テレビ朝日系列
- グレートマザー物語（テレビ朝日）
- イチから住 〜前略、移住しました〜（テレビ朝日[注釈 9]）
- スーパーJチャンネル（テレビ朝日・日曜、関東ローカル）

テレビ東京系列
- 日経スペシャル ガイアの夜明け（テレビ東京）
- ミューズの晩餐 My Song, My Life（テレビ東京、一社提供のちに冠スポンサー）
- まいどワイド30分（テレビ大阪・関西ローカル）
- 月曜20時枠（テレビ大阪制作枠）
  - 感涙!時空タイムス→発進!時空タイムス→手紙バラエティ 三丁目のポスト
- 旅・たび・見旅（テレビ大阪制作・テレビ東京系列、一社提供）[注釈 10]
- 町おこし村おこし（テレビ大阪制作・テレビ東京系列、一社提供）[注釈 10]
- ビルボード・ジャパン・ミュージック・アワード2011（テレビ大阪制作・テレビ東京系列、冠スポンサー。2012年3月3日）

全国独立放送協議会
- サンテレビボックス席（サンテレビ）

JRN系列
- 浜美枝のいい人みつけた（TBSラジオ、朝日放送ラジオなど全国ネット）

ニッポン放送
- ダイワハウス 我が家の記念日（「加トちゃんのラジオでチャッ!チャッ!チャッ!」枠内）
- ダイワハウス・モーニングエッセイ 川井郁子ハートストリングス（ニッポン放送、朝日放送ラジオの2局ネット）

その他のラジオ局
- 上田義朗のベトナム元気（MBSラジオ、2013年4月から一社提供）

## CM出演者

### 現在
- 松坂桃李　生きる場所へ編 MARE・2021年 - （過去に2014年 - 「太陽を集めた男」編では大和ハウス環境エネルギー部社員→物流課社員役、2016年 - 「アメリカでも」編では若かりしころの役所広司“投手”役、2017年 -ビジネスマッチング編、自給自足編・2020年としても出演）
- 村上淳　「かぞくの群像」＃1
- 大竹しのぶ 企業CM「共創共生」シリーズのナレーションを担当（長く担当していたが、一時期降板。2022年から再び担当）
- 西島秀俊 「なんでダイワハウスなんだ？」シリーズ・2022年 -（ダイワマンSEASON2 ダイワマン役）
- 津田寛治「なんでダイワハウスなんだ？」シリーズ・2022年 -（ダイワマンSEASON2 執事役）
- 市原隼人「なんでダイワハウスなんだ？」シリーズ・2022年 -（ダイワマンSEASON2 新人俳優役）
- 眞栄田郷敦 賃貸アパート・D-room 2023年 -
- 南沙良 賃貸アパート・D-room 2023年 -
- 坂東彌十郎 賃貸アパート・D-room 2023年 -

### 過去
- 役所広司 「なんでダイワハウスなんだ？」シリーズ（2008年 - 2019年）
- 有安杏果 免震住宅 ミサキ役
- 寺尾聰 「なんでダイワハウスなんだ？」シリーズ・教授役
- 香川照之 「なんでダイワハウスなんだ？」シリーズ・ジャック編
- 新井浩文 「なんでダイワハウスなんだ？」シリーズ・ジャック編
- 濱田岳 「なんでダイワハウスなんだ？」シリーズ・竜宮城編
- 岡田准一 「なんでダイワハウスなんだ？」シリーズ・インドカレー編
- ラサール石井 外張り断熱の家・Xevo
- 永作博美 外張り断熱の家・Xevo
- ほっしゃん。 外張り断熱の家・Xevo
- 玉山鉄二 外張り断熱の家・Xevo
- 上野樹里　賃貸アパート・D-room
- 中村倫也　賃貸アパート・D-room
- 荒俣宏 D-room
- 伊東美咲 D-room
- 劇団ひとり D-room
- 木南晴夏 D-room
- 大滝秀治 D-room ※上野樹里のアテレコを担当
- 各世代の仮面ライダーとショッカー - D-room
- 川島永嗣（スタンダール・リエージュ・GK）- D-room
- 唐沢寿明 「なんでダイワハウスなんだ？」シリーズ（「ダイワワン」編・「ダイワピョン」編、以前はダイワマンX役）※役所広司、並樹史朗と共演
- 黒木メイサ ダイワウーマン役 ※役所広司、並樹史朗と共演
- 津嘉山正種 「新築祝い編」映画監督役
- 並樹史朗 「なんでダイワハウスなんだ？」 シリーズ映画監督役 ※役所広司、唐沢寿明と共演
- 夏木マリ 「なんでダイワハウスなんだ？」シリーズ・ベトナム編（監督の母親役）
- 井浦新 「なんでダイワハウスなんだ？」シリーズ・新参者編（映画監督役）
- 塩見三省 「なんでダイワハウスなんだ？」シリーズ・湘南にも編
- 尾美としのり 「なんでダイワハウスなんだ？」シリーズ・湘南にも編
- 古田新太 「なんでダイワハウスなんだ？」シリーズ・ベトナム・新参者・湘南にも編（映画監督役）
- 夏目三久 「強い家」篇（古田監督受賞の式典司会者役）
- 小島藤子 外張り断熱の家・Xevo「ルージュの証明」編
- 池松壮亮 「太陽を集めた男」篇（2014年 - 役所の部下役）
- 東出昌大 「父へのあいさつ」編（2014年、上野樹里の恋人役）
- 國村隼 「父へのあいさつ」編（2014年、上野樹里の父親役）
- ゴールデンボンバー （2015年、賃貸アパート・D-room）
- 小林薫 （2016年「アメリカでも」編で役所と共演。過去には3階建て住宅・ルミネックス3、D001、免震住宅・I-wishシリーズ、企業CMにも出演）
- 高木豊 「アメリカでも」編
- 山本昌 「アメリカでも」編
- リリー・フランキー 企業CM「ここで、一緒に」編
- 深津絵里 「ここで、一緒に」編
- 竹野内豊 xevoΣ
- 中村優子 xevoΣ
- 角田晃広（東京03） xevoΣ
- 織田梨沙 帰りたい家編・2016年 自給自足編・2020年

## 所属しているスポーツ選手
- 及川佑（スピードスケート）
- 大菅小百合（スピードスケート、引退）
- 大山志保（プロゴルフ）
- 桑木志帆（プロゴルフ）

## 書籍

### 関連書籍
- 『大和ハウスはなぜ強い』（著者:名倉康修）（1994年3月23日、	にっかん書房/日刊工業新聞）ISBN 9784526035012
- 『熱湯経営 「大組織病」に勝つ』（著者:樋口武男）（2007年8月20日、文藝春秋 文春新書）ISBN 9784166605866
- 『大和ハウス工業 リーディング・カンパニーシリーズ』（著者:長谷川誠二 池上博史）（2008年3月6日、出版文化社）ISBN 9784883383948
- 『先の先を読め 複眼経営者「石橋信夫」という生き方』（著者:樋口武男）（2010年3月20日、文藝春秋 文春新書）ISBN 9784166607433
- 『逆境のリーダー・石橋信夫 大和ハウス工業創業者の壮絶人生と先見の経営』（著者:野口均）（2010年6月3日、ダイヤモンド社）ISBN 9784478013274
- 『凡事を極める 私の履歴書』（著者:樋口武男）（2013年2月27日、日本経済新聞出版社）ISBN 9784532318666
- 『熱い心が人間力を生む 複眼経営者「石橋信夫」に学ぶ』（著者:樋口武男）（2014年6月16日、文藝春秋）ISBN 9784163900490 - 対談集
- 『積極精神に生きる 創業の人・石橋信夫の心とともに』（著者:樋口武男）（2021年3月20日、PHP研究所）ISBN 9784569849010